# Ghosted – Parás páros
A Ghosted – Parás páros (eredeti cím: Ghosted) 2017 és 2018 között vetített amerikai televíziós sorozat. A műsor alkotója Tom Gormican, a történet pedig egy exnyomozó és egy paranormális jelenségekben hívő férfi párosára fókuszál, akiket egy titkos kormányügynökség fogad be. A párost Adam Scott és Craig Robinson játssza, mellettük feltűnik még többek köz Ally Walker, Adeel Akhtar és Amber Stevens West.
A sorozatot az Amerikai Egyesült Államokban a Fox adta le 2017. október 4 és 2018. július 22. között, Magyarországon szintén a Fox mutatta be 2017. november 10-én, majd a megszűnése után az internetes FOX+ folytatta a részek bemutatását.

## Cselekmény
A sorozat főszereplője az egykori nyomozó Leroy Wright, aki egyáltalán nem hisz a földönkívüliek létezésében és az egykori professzor Max Jennifer, aki pedig a megszállottja az idegeneknek. A két ellentétes személyiségű férfit egy titkos kormányügynökség, a Bureau hozza össze, hogy űrlényekkel kapcsolatos ügyekben nyomozzanak.

## Szereplők
| Szereplő     | Színész            | Magyar hang     |
| ------------ | ------------------ | --------------- |
| Max Jennifer | Adam Scott         | Szabó Máté      |
| Leroy Wright | Craig Robinson     | Bognár Tamás    |
| Ava Lafrey   | Ally Walker        | Solecki Janka   |
| Annie        | Amber Stevens West | Lamboni Anna    |
| Barry Shaw   | Adeel Akhtar       | Kapácsy Miklós  |
| Rose         | Tisha French       | Kocsis Mariann  |
| Jermaine     | Ethan Drake Davis  | Pál Dániel Máté |

## Epizódok
| Sor. | Év. | Cím                             | Rendező              | Író                                                           | Premier                                                             | Nézettség   |
| ---- | --- | ------------------------------- | -------------------- | ------------------------------------------------------------- | ------------------------------------------------------------------- | ----------- |
| 1.   | 1.  | Parás páros (Pilot)             | Jonathan Krisel      | Történet: Tom Gormican Tévéjáték: Tom Gormican és Kevin Etten | 2017. október 1. 2017. november 10.                                 | 3,58 millió |
| 2.   | 2.  | BiMo (Bee-Mo)                   | Lynn Shelton         | Blake McCormick                                               | 2017. október 8. 2017. november 17.                                 | 3,58 millió |
| 3.   | 3.  | Suttogó (Whispers)              | Dean Hollan          | Sally Bradford McKenna                                        | 2017. október 15. 2017. november 24.                                | 2,41 millió |
| 4.   | 4.  | Blokkolva (Lockdown)            | Rob Schrab           | Sean Clements                                                 | 2017. október 22. 2017. december 1.                                 | 2,71 millió |
| 5.   | 5.  | A gép (The Machine)             | Kyle Newacheck       | Leila Strachan                                                | 2017. november 5. 2017. december 8.                                 | 2,33 millió |
| 6.   | 6.  | Sam (Sam)                       | Jamie Babbit         | Ryan Ridley                                                   | 2017. november 12. 2017. december 15.                               | 3,25 millió |
| 7.   | 7.  | Szellemőrök (Ghost Studz)       | Michael Patrick Jann | Sarah Peters                                                  | 2017. november 19. 2017. december 22.                               | 1,94 millió |
| 8.   | 8.  | Szellemszekér (Haunted Hayride) | Rob Schrab           | Kevin Etten és Tom Gormican                                   | 2017. december 3. 2017. december 29.                                | 2,61 millió |
| 9.   | 9.  | Emberevők (Snatcher)            | Jen Arnold           | Blake McCormick                                               | 2018. január 7. 2019. május 1.                                      | 3,89 millió |
| 10.  | 10. | A drót (The Wire)               | Jeffrey Blitz        | Paul Lieberstein                                              | 2018. június 10. 2019. május 1.                                     | 1,21 millió |
| 11.  | 11. | Lefokozás (The Demotion)        | Jennifer Arnold      | Adam Barr                                                     | 2018. június 10. 2019. május 1.                                     | 1,13 millió |
| 12.  | 12. | A jóslat (The Premonition)      | Jay Karas            | Rebecca Addelman                                              | 2018. június 17. 2019. május 1.                                     | 1,39 millió |
| 13.  | 13. | A cikk (The Article)            | Jude Weng            | Leo Allen                                                     | 2018. június 24. 2019. május 1.                                     | 1,13 millió |
| 14.  | 14. | Hihetetlen (Unbelievable)       | Claire Scanlon       | Charla Lauriston                                              | 2018. július 8. 2019. május 1.                                      | 1,00 millió |
| 15.  | 15. | A repülő (The Airplane)         | Matt Sohn            | Andy Blitz                                                    | 2018. július 15. 2019. május 1.                                     | 1,32 millió |
| 16.  | 16. | Helló, srácok! (Hello Boys)     | Wendey Stanzler      | Ryan Ridley                                                   | 2018. április 16. (Új-Zéland) 2018. július 22. (USA) 2019. május 1. | 1,13 millió |